# Аборты в Восточном Тиморе
Аборт в Восточном Тиморе является законным только в том случае, если аборт спасёт жизнь женщины, это исключение добавлено парламентом в 2009 году. Женские группы и НПО выступают за то, чтобы законы об абортах включали случаи изнасилования, инцеста и опасности для ребёнка.
В Восточном Тиморе любой аборт, разрешённый для сохранения здоровья женщины, требует согласия трёх врачей. Все другие аборты являются уголовными преступлениями, и лицу, производящему аборт, а также беременной женщине грозит до трёх лет лишения свободы.

## История
Закон об абортах в Восточном Тиморе основан на законе об абортах Индонезии, который действовал в Восточном Тиморе с 1976 по 1999 год и который был обновлён после обретения независимости в 2002 году.